# Heteropogon peregrinus
Heteropogon peregrinus är en tvåvingeart som beskrevs av Engel 1929. Heteropogon peregrinus ingår i släktet Heteropogon och familjen rovflugor. Inga underarter finns listade i Catalogue of Life.